# オリバー・ハート
オリバー・サイモン・ダーシー・ハート（英: Sir Oliver Simon D'Arcy Hart、1948年10月9日 - ）とは、イギリスで生まれたアメリカの経済学者で、ハーバード大学経済学部のアンドリュー・E・フューアー記念教授である。ハートは、ベント・ホルムストロームと共に、2016年のノーベル経済学賞を受賞した。

## 略歴
オリバー・ハートは医学研究者のフィリップ・ダーシー・ハートと婦人科医のルース・メイヤーの子供としてイギリスで生まれた。彼の両親はユダヤ人であり、彼の父は著名なモンタギュー一族の一員であった。オリバーの高祖はサミュエル・モンタギューである。
ハートは1969年にケンブリッジ大学のキングス・カレッジで学士号を得た。そこでの同期として前イングランド銀行総裁のマーヴィン・キングがいる。1972年にはウォーリック大学で経済学の修士号を、そして1974年にはプリンストン大学で経済学の博士号（Ph.D）を得ている。彼はケンブリッジ大学のチャーチル・カレッジのかつてのフェローであり、そしてロンドン・スクール・オブ・エコノミクスの教授であった。1984年、彼はアメリカに戻り、マサチューセッツ工科大学で教鞭を取り、1993年からはハーバード大学に在籍している。ハートは1997年に最初のアンドリュー・E・フューアー記念教授になり、2000年から2003年にかけてはハーバード大学経済学部の学部長であった。彼はアメリカ芸術科学アカデミー、エコノメトリック・ソサエティー、アメリカファイナンス学会のフェローであり、イギリス学士院のコレスポンディング・フェローでもあり、また米国科学アカデミーのメンバーでもある。彼はアメリカ法と経済学学会の会長とアメリカ経済学会の副会長を経験し、いくつかの名誉学位を受けている。
ハートはまた、2006年に「取引費用の経済学、契約、インセンティブとコーポレートガバナンスなどに関する貢献」に対して、オリバー・ウィリアムソン（2009年ノーベル経済学賞受賞者）、ベント・ホルムストローム（2016年ノーベル経済学賞受賞者）と共にトムソン・ロイター引用栄誉賞を受賞している。

## 研究
ハートは契約理論、企業理論、コーポレートファイナンス、法と経済学の専門家である。彼の研究は不完備契約、つまり所有構造と契約条項が企業の統治と境界に与える役割に中心がおかれている。彼は政府側の専門家として二つの裁判（ブラックとデッカー対アメリカ合衆国とウェルス・ファーゴ対アメリカ合衆国）に対し自身の理論的業績を元に分析した。

## 個人
ハートはアメリカ市民である。彼はハーバード大学文学部の教授であり、ホロコースト第二世代メモワールである Motherland: Growing Up With the Holocaust の著者であるリタ・ゴールドバーグと結婚している。彼には二人の子供と二人の孫がいる。

### 著作
- Firms, Contracts, and Financial Structure (Oxford University Press, 1995).
  - 『企業 契約 金融構造』鳥居昭夫訳、慶應義塾大学出版会、2010年

### 論文（抜粋）
- "On the Optimality of Equilibrium when the Market Structure is Incomplete", Journal of Economic Theory, December 1975, 418–443
- "Takeover Bids, the Free-rider problem, and the Theory of the Corporation" (with Sanford J. Grossman（英語版）), Bell Journal of Economics, Spring 1980, 42–64
- "An Analysis of the principal–agent problem" (with Sanford J. Grossman), Econometrica (January 1983) 7–46.
- "The Market Mechanism as an Incentive Scheme," Bell Journal of Economics, 14 (Autumn 1983) 366-82.
- "The Costs and Benefits of Ownership: A Theory of Vertical and Lateral Integration" (with Sanford J. Grossman), Journal of Political Economy, August 1986, 691–719.
- "One Share-One vote and the Market for Corporate Control" (with Sanford J. Grossman), Journal of Financial Economics, 1988
- "Incomplete Contracts and Renegotiation" (with John Hardman Moore（英語版）), Econometrica 56(4) (July 1988).
- "Property Rights and the Nature of the Firm" (with John Hardman Moore), Journal of Political Economy 98(6) (1990).
- " A Theory of Debt Based on the Inalienability of Human Capital " (with John Hardman Moore), Quarterly Journal of Economics, November 1994, 841–879
- "The Proper Scope of Government: Theory and an Application to Prisons" (with Andrei Shleifer and Robert W. Vishny（英語版）), Quarterly Journal of Economics 112(4) (1997) 1126–61.
- "Contracts as Reference Points" (with John Hardman Moore), Quarterly Journal of Economics, February 2008,1–48.